# 土庫里駅
土庫里駅（とこりえき）は、台湾台南市新営区にあった、台湾糖業鉄道烏樹林線の駅（廃駅）である。

## 駅構造
- 単式ホーム1面1線の地上駅（廃止時）。

## 駅周辺
- 土庫里 - 駅名の由来。
- 土庫小学校

## 歴史
- 1944年6月16日 - 新営～烏樹林～番社（東山）開業。
- 年月日不詳 - 土庫駅として開業。
- 1952年9月1日 - 雲林県土庫鎮にある土庫駅の駅名重複を解消するため、土庫里駅と改称。里は行政区分の一つ、「県轄市・鎮」の下部組織である。
- 1979年9月1日 - 烏樹林線旅客取扱廃止にともない廃駅となる。

## 現況
- 駅舎は保存されているがレールは撤去された。

## 隣の駅
台湾糖業鉄道
烏樹林線（廃線）
北新駅 - 土庫里駅 - 福安駅